# Religions en Union soviétique
 (septembre 2023).
Si vous disposez d'ouvrages ou d'articles de référence ou si vous connaissez des sites web de qualité traitant du thème abordé ici, merci de compléter l'article en donnant les références utiles à sa vérifiabilité et en les liant à la section « Notes et références ».

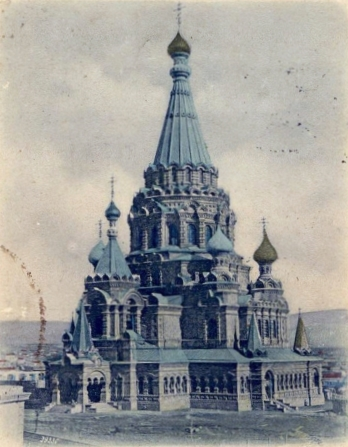
Cathédrale orthodoxe russe Alexandre Nevski détruite sous Staline dans les années 1930, à Bakou.

Pendant plusieurs années la pratique des religions fut de facto interdite par l'URSS, notamment sous Staline, qui dès le début de sa dictature, fit détruire des lieux de cultes, persécuta les prêtres et ferma les séminaires des religions présentes dans le pays. L'athéisme d'État fut prôné dans la culture (écoles, médias...) et des musées de l'athéisme, soutenus par le Parti et l'État, furent ouverts dans plusieurs villes.
À long terme, l'athéisme d'État n'a pas réussi à convertir beaucoup de monde. La religion s'est renforcée sous terre et a été relancée pour aider à combattre durant la Seconde Guerre mondiale puis a prospéré après la chute du communisme.

## Contexte
En Union soviétique, les chrétiens — majoritaires — se répartissaient en diverses confessions : orthodoxes (qui comptaient le plus grand nombre d'adeptes), catholiques, baptistes et diverses autres confessions protestantes. La majorité des musulmans étaient sunnites, à l'exception notable de l'Azerbaïdjan qui était principalement chiite. Le judaïsme avait également de nombreux adeptes. D'autres religions, pratiquées par un petit nombre de croyants, comprenaient le bouddhisme et le chamanisme. 
Les liens étroits entre l'Église orthodoxe et l'État tsariste ont conduit à la perception de l'Église — qui possédait une partie importante des terres de la Russie — comme corrompue et cupide par de nombreux membres de l'intelligentsia. De nombreux paysans, bien que très religieux, considéraient également l'église de manière défavorable. 
Lénine, fondateur de l'État soviétique déclare que :
« La religion est l'opium du peuple : cette parole de Marx est la pierre angulaire de toute l'idéologie du marxisme sur la religion. Toutes les religions et églises modernes, toutes et de toutes sortes d'organisations religieuses sont toujours considérées par le marxisme comme les organes de la réaction bourgeoise, utilisés pour la protection de l'exploitation et l'abrutissement de la classe ouvrière ».

## Historique

### 1917-1940

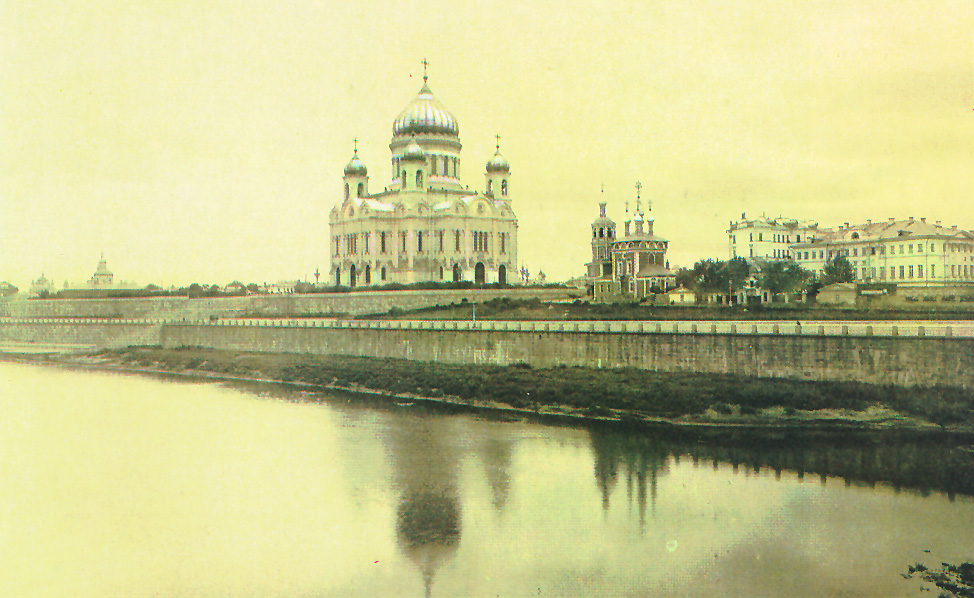
Cathédrale du Christ-Sauveur à Moscou, détruite en 1931, rebâtie en 1995

En théorie, la Constitution soviétique décrivait la position de l'État concernant les nationalités et les religions (souvent confondues). Elle stipulait que chaque citoyen soviétique avait également une nationalité particulière et que chaque passeport soviétique portait ces deux mentions. La constitution accordait une large autonomie locale, mais cette autonomie était subordonnée à l'autorité centrale. De plus, comme les structures administratives locales et centrales n'étaient souvent pas clairement divisées, l'autonomie locale était encore plus affaiblie. Bien qu'en vertu de la Constitution toutes les nationalités soient égales, dans la pratique elles ne sont pas traitées de la sorte. Seules quinze nationalités avaient le statut de « république syndicale », qui leur accordait, en principe, de nombreux droits,
Au moment de la révolution russe de 1917, l'Église orthodoxe russe est profondément intégrée à l'État autocratique, bénéficiant d'un statut officiel. C'est un facteur important qui contribue à l'attitude bolchevique envers la religion et les mesures qui sont prises pour la contrôler. Ainsi, l'URSS est devenue le premier État à avoir comme objectif de son idéologie officielle l'élimination de la religion existante et la prévention de l'implantation future de la croyance religieuse, dans le but d'établir l'athéisme d'État (gosateizm),,.
Sous cette doctrine d'athéisme d'État en Union soviétique, il existe un « programme de conversion à l'athéisme parrainé par le gouvernement » mené par des communistes,. Le gouvernement communiste cible les religions en fonction des intérêts de l'État, et bien que la plupart des religions organisées ne sont jamais interdites, les biens religieux sont confisqués, les croyants sont harcelés et la religion est ridiculisée tandis que l'athéisme est propagé dans les écoles.  

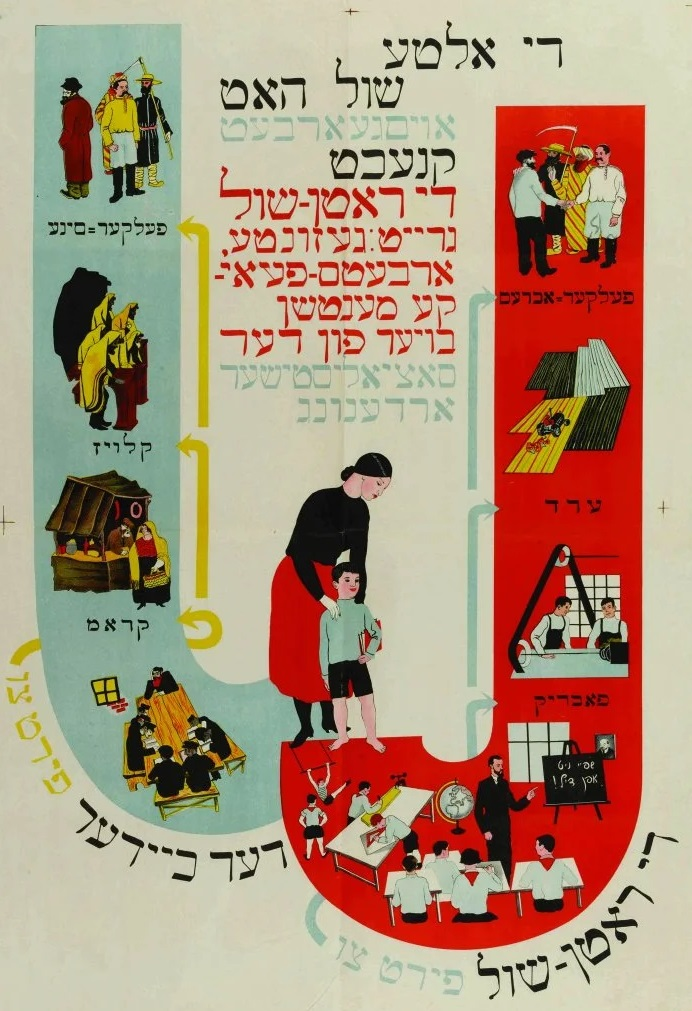
Affiche en yiddish de propagande soviétique anti-Heder (anti-école juive) menant à l'ignorance et la pauvreté, et vantant les qualités d'une éducation dans les écoles d'État formant des citoyens productifs (1920-1932).

Parce que le communisme, dans sa forme doctrinale, dit rejeter toute forme de discrimination ethnique, y compris l'antisémitisme, de nombreux Juifs espérant un sort meilleur furent des bolcheviks de la première heure. En 1917, pour Lénine et le Parti communiste russe (bolchevik), le judaïsme n'est qu'une croyance religieuse à laquelle ils sont très hostiles : les Juifs ne constituent donc plus pour eux une nation, et ne sont donc pas mentionnés dans la Déclaration des droits des peuples de Russie promettant à toutes les « nationalités » « les droits à l'égalité, à l'autodétermination et à la sécession », dans la mesure où pour le gouvernement soviétique, les questions de nationalité et de religion ont toujours été étroitement liées. Aussi, le judaïsme religieux - comme d'autres croyances - est vu comme un « archaïsme rétrograde ».
L'athéisme marxiste-léniniste a toujours prôné le contrôle, la suppression et l'élimination de la religion. Au début de 1918, le Conseil des commissaires du peuple de la Russie soviétique (RSFSR) sépare l'Église de l’État et l'École de l'Église. Ainsi, les communautés religieuses perdent leur statut d'entités juridiques, leur droit à la propriété et leur droit de passer des contrats. Les églises, les mosquées ou les synagogues - et leurs biens - sont nationalisées, l'enseignement religieux est interdit, et l'étude de la religion ne peut désormais se faire qu'en privé et non sans risques, car le prosélytisme est interdit,. L’Evsektia (« section juive » du parti communiste soviétique) est, en grande partie, responsable de la fermeture des établissements religieux juifs, de la dissolution de communautés religieuses et des restrictions à l'enseignement religieux à travers sa propagande contre le clergé et la religion juive et son enseignement, et des mesures administratives, fiscales et policières. C’est le début d’une série de « procès communautaires » contre la religion juive, dont le dernier sur la circoncision, se tient en 1928 à Kharkov, au même moment où l’on essaye d’établir une identité laïque pour la collectivité juive. 
Entre 1922 et 1926, 28 évêques orthodoxes russes et plus de 1 200 prêtres sont tués, beaucoup d'autres persécutés,. Cependant, « la loi soviétique et la pratique administrative pendant la majeure partie des années 1920 ont étendu une certaine tolérance à la religion et interdit la fermeture ou la destruction arbitraire de certaines églises en fonctionnement » Dans les années 1920 et 1930, le gouvernement fonde des organisations telles que la Ligue des militants athées (en 1925) actifs dans la propagande anti-religieuse et pour intensifier la persécution. On ordonne notamment de remplir les sections Religion des bibliothèques uniquement par des livres anti-religieux. En conséquence, les expressions personnelles de la foi religieuse ne sont en aucune manière interdites en privé, mais un fort sentiment de stigmatisation sociale leur est imposé par les structures gouvernementales officielles et les médias de masse laïques. Il est généralement considéré comme inacceptable pour les membres de certaines professions gouvernementales (enseignants, bureaucrates de l'État, soldats) d'être ouvertement religieux (croyants) et anti-laïcs. 
À partir de 1925, le KOMZET envoie un certain nombre de Juifs coloniser des zones rurales sises dans la partie extrême-orientale de l'Union soviétique afin d’établir un territoire juif, le Birobidjan (oblast autonome) qui serait une sorte de « Sion soviétique », zone tampon entre l'Union soviétique et les pays de l'Extrême-Orient, pour stimuler le développement de cette région éloignée.  Le yiddish, plutôt que l'hébreu « réactionnaire » ou « sioniste », serait la langue nationale, et la littérature et les arts socialistes prolétariens remplacerait le judaïsme comme quintessence de sa culture. Malgré une campagne de propagande nationale et internationale massive, la population juive y a été faible et l'expérience s'est terminée au milieu des années 1930, lors de la première campagne de purges staliniennes. Des dirigeants juifs ont été arrêtés et exécutés, et des écoles yiddish ont été fermées. D'autres persécutions et purges ont suivi. De 1923 à 1938, l'Union soviétique transforme également ses schtetlech (villages agricoles juifs) en « colonies agricoles juives » afin de « normaliser la vie juive » en laïcisant progressivement et en intégrant les Juifs dans la société soviétique et l'activité économique collective, dans le cadre de la « nouvelle politique économique » de Lénine. La plupart des familles restées dans ces zones rurales sont tuées pendant la Shoah,. 
En 1929, avec le début de la révolution culturelle en Union soviétique et une recrudescence du militantisme radical au sein du Parti et du Komsomol, une puissante « ligne dure » en faveur de la fermeture massive des églises et des arrestations de prêtres devient dominante et obtient l'approbation de Staline. Cette campagne anti-religieuse enflamme la colère de la population rurale, celles du pape et d'autres porte-parole de l'Église occidentale, e l'État doit reculer.
En 1941, seules 500 églises restaient ouvertes sur environ 54 000 qui existaient avant la Première Guerre mondiale.

#### Variabilité
Cependant, les efforts de l'État pour éradiquer la religion en Union soviétique ont varié au fil des ans en fonction des religions particulières et ont été affectés par des intérêts supérieurs de l'État. En 1923, un correspondant New York Times voit par exemple des chrétiens célébrer Pâques pacifiquement à Moscou malgré les violentes actions antireligieuses des années précédentes. 
Bien que tous les dirigeants soviétiques aient eu le même objectif à long terme de développer un peuple soviétique cohésif (l'homo sovieticus), ils ont poursuivi des politiques différentes pour y parvenir. Les politiques et pratiques officielles variaient non seulement avec le temps, mais différaient également dans leur application d'une nationalité à l'autre et d'une religion à l'autre (bien que pour eux, nationalité et religion aient toujours été étroitement liées). Par conséquent, leur attitude envers la religion variait également d'une interdiction totale de certaines religions au soutien officiel d'autres.

### 1941-1985
L'invasion allemande en juin 1941 marqua un tournant et Joseph Staline, ancien séminariste, utilisa l'orthodoxie comme facteur de cohésion nationale. Le symbole de ce rapprochement furent les obsèques religieuses quasi officielles du maréchal Chapochnikov. 
En effet, l'attaque nazie contre l'Union soviétique en 1941 incita Staline à enrôler l'Église orthodoxe russe comme alliée pour éveiller le patriotisme soviétique contre l'agression étrangère. La vie religieuse orthodoxe russe connaît un renouveau : des milliers d'églises sont rouvertes ; il y en avait 22 000 au moment où Nikita Khrouchtchev est arrivé au pouvoir, en 1953. L'État a autorisé les publications religieuses et l'adhésion à l'église a augmenté. Au cours des dernières années du règne de Staline (1946 à 1953), il y a eu une fois de plus un resserrement des mesures anti-religieuses. En avril de 1948, le Conseil pour les Affaires Religieuses a envoyé une instruction à ses commissaires locaux pour arrêter l'enregistrement de nouvelles communautés religieuses et les églises n'étaient plus ouvertes. La « Société du savoir », créée un an plus tôt, s'est engagée dans des activités éducatives et a recommencé à publier de la littérature antireligieuse.
Le régime soviétique stalinien ne cible pas les juifs en tant qu'ethnie soviétique (национальность), mais en tant que groupe confessionnel et culturel international donc suspect de « cosmopolitisme » et de « liens avec l'impérialisme ». Le Comité antifasciste juif (CAJ), formé en 1942 avec le soutien officiel des autorités soviétiques, voit ses membres persécutés et certains secrètement  exécutés en 1952 (« Nuit des poètes assassinés »).  En janvier 1949, la presse soviétique lance une campagne massive de propagande contre les « cosmopolites sans racine », l'antisémitisme d’État devient alors explicite. La formation des rabbins est impossible jusqu'au début des années 1940, et jusqu'à la fin des années 1980, un seul périodique yiddish est publié. En raison de son identification avec le sionisme, l'hébreu n'était enseigné que dans les écoles pour diplomates. La plupart des 5 000 synagogues qui fonctionnaient avant la révolution bolchevique ont été fermées sous Staline, et d'autres sous Khrouchtchev. La pratique du judaïsme est devenue très difficile, intensifiant le désir des Juifs de quitter l'Union soviétique - ce qui leur est en général refusé. 

#### Après la Seconde Guerre mondiale
Après la guerre, l'hostilité anti-religieuse reprit mais à un degré moindre. 
Après la chute de Staline, on signala des poussées d'athéisme militant en 1954 puis à partir de 1959. On estime que de 1959 à 1962 le nombre des églises ouvertes est passé de 22 000 à 11 500. En 1962 une loi restreignit encore et un "marguillier" laïc surveillait le prêtre et dissuadait les fidèles de participer activement au culte.

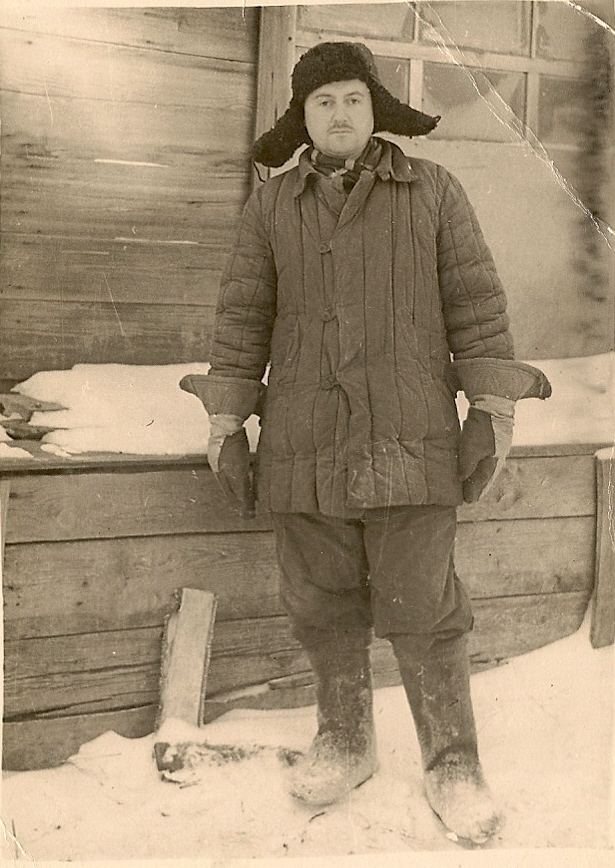
Joseph Schneider (1927-2006), rescapé de la Shoah, vétéran de l'Armée rouge, photographe du monde juif de Lettonie, refuznik « prisonnier de Zion » dans un goulag en Mordovie où il est exilé les années 1957 à 1961, après avoir déposé 16 demandes rejetées d'immigration, avoir été persécuté et torturé (1960).

Beaucoup de survivants juifs de la guerre et de la Shoah par balles introduisent des demandes de visas d'émigration pour quitter l'Union soviétique mais la majorité essuient des refus, soit instantanément, soit par le biais d'une attente interminable de traitement de leur dossier par l'OVIR. 
Pendant la guerre froide, les Juifs soviétiques sont confrontés à un antisémitisme systématique et institutionnel ; certains secteurs du gouvernement leur sont presque entièrement interdits. En 1953, le prétendu « complot des blouses blanches » accuse d'assassinats ou de tentatives d'assassinat des centaines de médecins soviétiques, presque tous juifs, alors qu'il s’agissait d’une machination montée de toutes pièces par le NKVD pour le régime stalinien,. 
Jugés « cosmopolites », les Juifs sont considérés comme un « risque de sécurité » ou comme des « traîtres » potentiels. Certains sont arrêtés ou punis pour avoir osé exprimer le désir de quitter le pays pour l'Ouest. En fait, les Juifs religieux souhaitent émigrer pour vivre librement leur foi tandis que des Juifs laïcs veulent fuir l'antisémitisme suscité par les autorités soviétiques. Comme les autres citoyens soviétiques, tous souffrent de l'absence de libertés civiles et de la pénurie endémique. En introduisant une demande de visa, la famille entière peut perdre son emploi et ne plus en retrouver à la hauteur de sa formation, ce qui rend ses membres susceptibles d'être inculpés de « parasitisme social » (infraction pénale). Les Juifs harcelés constamment, leur logement perquisitionné, soumis à de longs interrogatoires, peuvent être condamnés pour ne pas avoir travaillé et exilés au goulag en Sibérie sous n'importe quel motif. Ceux qui sont autorisés à émigrer, doivent payer une taxe proportionnelle à leur niveau d'études, généralement élevée parmi les Juifs. L'un des fondateurs en 1976 du mouvement refuznik, et son porte-parole, est Natan Sharansky. 
À l'époque soviétique, les cultes catholiques, protestants ou juifs sont plus directement persécutés.

### Situation actuelle dans l'ex URSS
L'effondrement du communisme entraîne une reprise spectaculaire de la pratique religieuse qui bientôt reçut des encouragements officiels, particulièrement avec Vladimir Poutine.

#### Églises chrétiennes
En ce qui concerne les églises chrétiennes, l’orthodoxie est largement dominante. Pilier de l’empire russe, puis persécutée ou instrumentalisée par le régime communiste, cette religion profite de la libéralisation progressive amorcée par la perestroïka. En 1988, le millénaire de la christianisation de la Russie est célébré en grande pompe. Elle acquiert une totale indépendance, comme les autres religions, lorsqu’est votée le 26 septembre 1990 la loi sur la liberté religieuse en URSS. Le problème de la compromission de l’église orthodoxe avec le pouvoir communiste reste cependant présent, et actualisé par l’ouverture des archives du KGB en 1991. Elle retrouve toutefois une grande influence : elle joue un rôle politique en soutenant Boris Eltsine lors du putsch d’août 1991 ; le nombre de paroisses, de baptêmes se multiplie.
Cette église craint de ne bénéficier que d’un engouement conjoncturel et passager. Elle voit d’un mauvais œil l’expansion du catholicisme et de l’église orthodoxe hors frontières, non compromise avec l’ancien régime. Hors de Russie, il faut noter qu’en 1990, les églises autonomes d’Ukraine et de Biélorussie constituent une union canonique avec le Patriarcat de Moscou. Elles revendiquent l’usage des langues nationales comme langues liturgiques. En Ukraine, la situation religieuse est très complexe du fait de l’existence de trois églises orthodoxes. 
Le protestantisme est présent en Lettonie et en Estonie, sous la forme du luthéranisme. Quelques sectes d’obédience protestante se rencontrent sur le territoire russe.
Le catholicisme est particulièrement implanté en Lituanie, bien que les trois pays baltes aient été évangélisés au XIIIe et au XIVe siècle. Par ailleurs, une église catholique de rite oriental, fondée en 1596, reste présente dans la partie occidentale de l’Ukraine et de la Biélorussie. C’est l’église uniate : elle recouvre une existence légale avec la Perestroïka, mais reste souvent considérée par les orthodoxes comme le "cheval de Troie de la papauté".

#### Islam
L’islam est avant tout lié à l’Asie centrale, puisque 75 % des musulmans vivant sur le territoire de l’ancienne Union soviétique le pratiquent dans cette région. 15 % sont au Caucase. Le reste est concentré dans les régions de la moyenne Volga et de l’Oural, en Russie. En dehors des Azéris, les musulmans de l’ex-URSS sont majoritairement sunnites. Les révélations sur la compromission des chefs islamistes avec le pouvoir soviétique posent également un problème pour cette communauté.
En 1989, dans le cadre de l'assouplissement général des restrictions sur les religions, certaines associations religieuses musulmanes supplémentaires ont été enregistrées et certaines des mosquées qui avaient été fermées par le gouvernement ont été restituées aux communautés musulmanes. Les mollahs non officiels étaient soit autodidactes, soit formés de manière informelle par d'autres mollahs. À la fin des années 1980, l'islam non officiel a semblé se diviser en congrégations et groupes fondamentalistes qui mettaient l'accent sur le soufisme.

#### Judaïsme
Le judaïsme ne compte plus qu’un million et demi de pratiquants (cinq millions au début XXe siècle), surtout en Russie, Biélorussie et Ukraine. La grande majorité est ashkénaze. L’émigration vers Israël explose entre 1989 et 1992 (plus 500 000 départs) après l'effondrement de l'URSS et l'ouverture de ses frontières.

#### Bouddhisme
Le bouddhisme, enfin, est la religion nationale des Kalmouks, Touvas et Bouriates. Cette religion est arrivée de Mongolie et connaît une certaine expansion à la fin des années 1980. En septembre 1992, lors de la visite du dalaï-lama à Moscou, on compte un million de fidèles sur le territoire de l’ex-URSS.
On pourrait dire maintenant que toutes les ex-républiques jouissent d'une liberté de culte.